# 阿尼西夫
51°26′8″N 31°21′40″E / 51.43556°N 31.36111°E

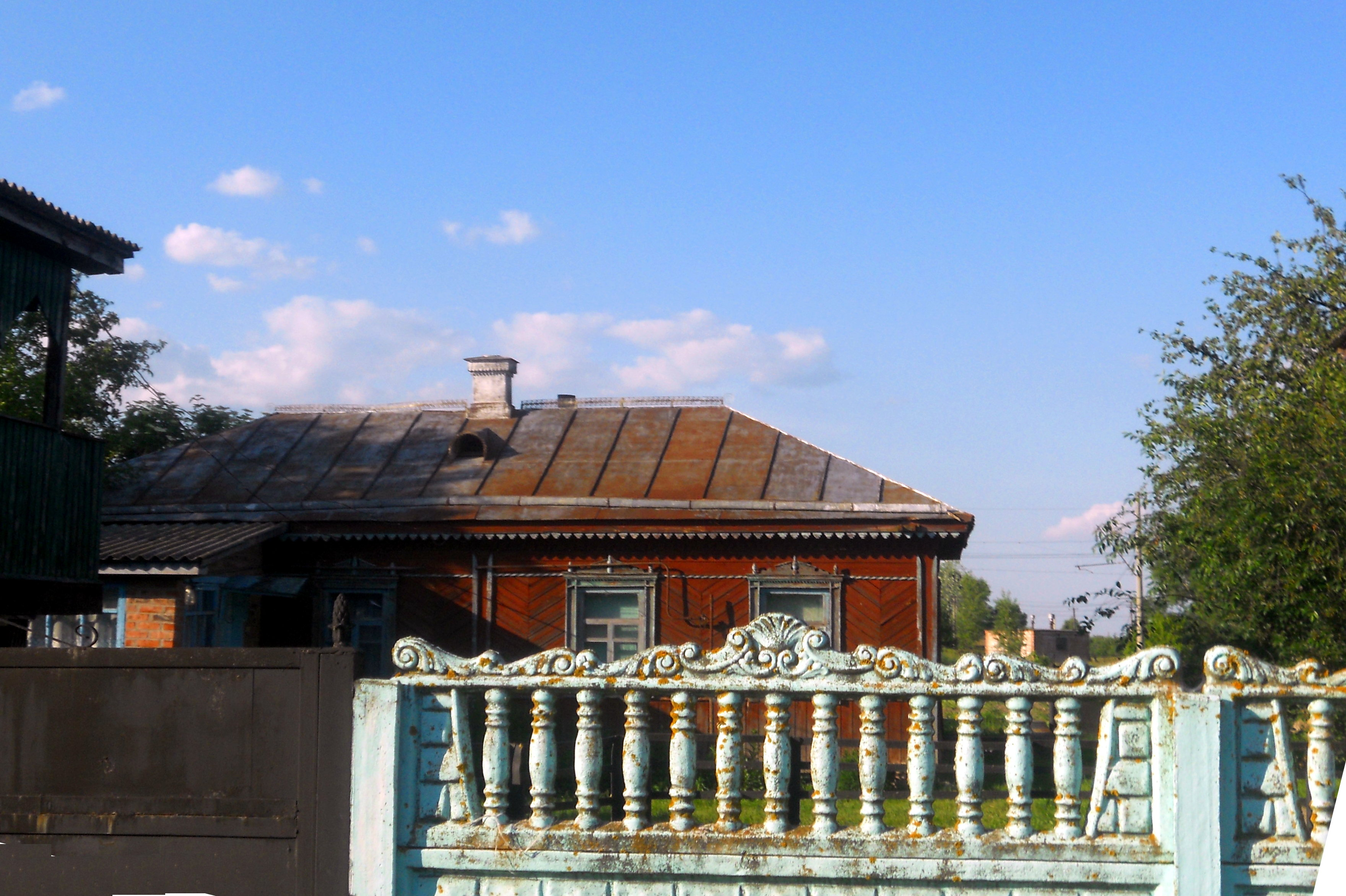
阿尼西夫

阿尼西夫（羅馬化：Anysiv）是烏克蘭北部切爾尼希夫州切爾尼希夫區伊萬尼夫卡市鎮的村落。始建於1638年，面積2.76平方公里，海拔高度111米，人口1,063，人口密度每平方公里522.1人。